# Savin
Savin (bulgariska: Савин) är ett distrikt i Bulgarien.   Det ligger i kommunen Obsjtina Kubrat och regionen Razgrad, i den nordöstra delen av landet, 290 km öster om huvudstaden Sofia.
Trakten runt Savin består till största delen av jordbruksmark. Runt Savin är det ganska glesbefolkat, med 45 invånare per kvadratkilometer.